# معبر كرم أبو سالم
معبر كرم أبو سالم أو كما يسمى بالعبرية معبر كيرم شالوم هو معبر حدودي على الحدود بين قطاع غزة ومصر وإسرائيل يقع غرب كيبوتس كيرم شالوم، وينقل عبر المعبر الوقود والركام والسلع، ويخضع لسلطة المعابر البرية التابعة لوزارة الدفاع الإسرائيلية (الجيش).
في 7 أكتوبر 2023، قُتل يوناتان شتاينبرغ قائد لواء ناحل في مواجهة مع أحد مقاومي حماس قرب المعبر.

## التشغيل
يستخدم المعبر لمرور الشاحنات التي تحمل البضائع من إسرائيل إلى قطاع غزة. في عام 2012، كان معدل حركة المرور 250 شاحنة يوميا.
حتى عام 2007، كان المراقبون الأوروبيون من بعثة الاتحاد الأوروبي للمساعدة الحدودية في رفح يستخدمون معبر كرم أبو سالم للوصول إلى معبر رفح الحدودي. يدير ويرأس هذة البعثة مكتب للاتصال في معبر كرم أبو سالم يقوم بتلقي تسجيلات مرئية حية ودعائم بيانات حول الأنشطة عبر معبر رفح. ويجتمع أفراد مكتب الاتصال بشكل منتظم لمراجعة تنفيذ  المبادئ المتفق عليها لمعبر رفح ، وللعمل على حل أي نزاع متعلق بالاتفاق، وأداء المهام الأخرى المنصوص عليها فيه. ويتكون طاقم مكتب الاتصال من مسؤولي الاتصال من بعثة الاتحاد الأوروبي للمساعدة الحدودية، والسلطة الفلسطينية، وحكومة إسرائيل.
منذ عام 2010، تم استثمار 75 مليون شيكل في تطوير وتوسيع المعبر، الذي أصبح قادرا على التعامل مع 450 شاحنة يوميا.
وتقوم بتشغيل الجانب الفلسطيني من المعبر أسرتان منحتهما السلطة الفلسطينية ذلك الامتياز وذلك بتفويض من حماس. وتقوم وزارة التجارة والصناعة في رام الله بتنسيق النشاط عبر المعبر مع إسرائيل. ويفصل بين الجانبين مسافة قدرها 400 مترا، هي عبارة عن منطقة للانزال مخصصة لتفريغ البضائع.
في ديسمبر 2012، خففت إسرائيل القيود على استيراد مواد البناء عبر المعبر، وسمحت بنقل 20 شاحنة محملة بمواد بناء و34 شاحنة محملة بالحصى من مصر. ومن المتوقع أن يرتفع حجم الحركة عبر المعبر إلى 100 شاحنة يوميا.

## حوادث
في 25 يونيو 2006، أسر مسلحون فلسطينيون من حركة حماس عريف في الجيش الإسرائيلي يدعى جلعاد شاليط قرب معبر كرم أبو سالم بعد أن تسلل المهاجمون عبر الحدود من قطاع غزة إلى إسرائيل عبر نفق. خلال العملية التي أطلقت عليها حماس الوهم المتبدد، قُتل جنديان من الجيش الإسرائيلي وجُرح ثلاثة آخرون، بالإضافة إلى أسر الجندي شاليط. قامت إسرائيل إثر ذلك بعملية إنتقامية لحفظ صورتها المهتزة ودخل الجيش الإسرائيلي قطاع غزة في 28 يونيو 2006 كجزء من حصار غزة في عملية أطلقت عليها «أمطار الصيف» وإدعت أمام العالم أن المذابح التي قامت بها إبان الحرب كانت في إطار محاولات لإسترداد شاليط. وأطلق سراح شاليط في عملية تبادل للأسرى في 18 أكتوبر عام 2011.
في 19 أبريل 2008، فجر إستشهاديون فلسطينيون مركباتهم المفخخة بالمتفجرات عند المعبر. ووفقا للجيش الإسرائيلي، إستخدمت في العملية سيارتي جيب وناقلة جند مدرعة مما أسفر عن تفجير سيارتين ومقتل 3 من منفذي العملية وإصابة 13 جنديا إسرائيليا. وقد حمت التحصينات في المعبر الجنود من أن يلحق بهم إصابات خطيرة. وإنفجرت ناقلة جند مدرعة ثانية على مقربة من الحدود شمال معبر كرم أبو سالم في هجوم للجيش الإسرائيلي بعد وقت قصير من التفجير الأول. وأعلنت حماس مسؤوليتها عن الهجوم. وفقا لأبو عبيدة المتحدث باسم كتائب عز الدين القسام، الجناح العسكري التابع لحماس، كانت العملية تشمل 4 سيارات مفخخة، إنفجرت ثلاثة منها وإنسحبت واحدة. ووصف أبو عبيدة العملية بأنها هدية للشعب المقاوم تحت الحصار وأنها عملية عسكرية صافية لم تستهدف إلا عسكريين.
في 5 أغسطس 2012، تعرض المعبر لهجوم من قبل مجموعة من المسلحين الملثمين الذين كانوا قد قتلوا 16 ضابطاً وجندياً من الشرطة المصرية وإختطفوا سيارتي جيب مصفحتين من نقطة تفتيش حدودية مصرية. واحدة من السيارتين، على ما يبدو كانت مفخخة، صدمت حاجزاً عند المعبر وإنفجرت. والأخرى دمرها سلاح الجو الإسرائيلي.
في صباح 7 أكتوبر 2023، تعرض المعبر بشكل مباغت لسيطرة قوات حماس وفي العديد من المحاور في إطار عملية "طوفان الأقصى" حيث تم قتل و إختطاف العديد من الجنود. وفي مساء اليوم نفسه، تم قتل قائد لواء ناحال بالقرب من المعبر. وفي 12/12/2023، وبهدف المسعى لتسريع تسليم مواد الإغاثة لغزة، إتجهت قافلة مكونة من 80 شاحنة مساعدات أُرسلت من مصر إلى معبر كرم أبو سالم للفحص.
في 5 مايو 2024، قامت حركة حماس بالهجوم على معبر كرم أبو سالم مما أدى إلى مقتل 4 جنود إسرائيليين وإصابة 12 آخرين.